# Chavalongo
El chavalongo (< mapudungun chafalongko, 'pesadez de la cabeza'; 'tifus', de chafo, 'resfrío, tos', y longko, 'cabeza') fue una enfermedad no precisada que asoló a los mapuches y a otros pueblos indígenas del actual territorio chileno durante el periodo de la Guerra de Arauco.

## Etimología
Según el misionero y lingüista jesuita Andrés Febrés, el término «chavalongo» provendría de:

Chavo. la modorra, ò qualquiera calenturona fuerte; chavolonco ò chavalongo, ò tabardillo; chavon. padecer todo esto.
Arte de la lengua general del Reyno de Chile, 1765.

## Denominación
Es probable que haya sido la forma de llamar a cualquier fiebre producida por las nuevas enfermedades introducidas por los conquistadores españoles —como la gripe, el sarampión, la viruela u otras— cuando todavía no eran identificadas por los indígenas.

## ¿Fiebre tifoidea o tifus?
En los textos que describen esta enfermedad, el chavalongo se ha asociado erróneamente tanto a la fiebre tifoidea como al tifus —pese a sus nombres, estas enfermedades no son lo mismo: la primera se produce por bacterias del género Salmonella en la vía digestiva y la segunda, por varias especies de bacteria del género Rickettsia mediante la picadura de diferentes artrópodos—. Una pista para determinar esta enfermedad puede ser el tratamiento indígena tradicional:

chavalongo m. Tifoidea. Se lo combate con el corazón del natre. (Quintana). La fiebre tifoidea fue la primera enfermedad que se desarrolló en Chile en forma de epidemia después de la conquista. Asoló el sur del país en 1554. (Ferrer: 257).

chavo m. 1) Chavalongo, tifus. (Cavada, Cárdenas, Tangol). 2) Chavo o chavalongo. Es la fiebre tifoidea. Se combate en forma muy eficaz con infusión del natri y con lavados intestinales de igual infusión. (Álvarez).
Folklore médico de Chiloé, Manuel Romo Sánchez

Pese a que se ha seguido confundiendo con el tifus, el tratamiento intestinal y el uso del natre  (Solanum crispum) apuntan claramente a la fiebre tifoidea —el natre ha sido el medicamento tradicional de los campesinos chilenos para lavados intestinales contra la fiebre; usado por sus propiedades febrífuga y tónica, se dice que es el «remedio contra el chavalongo», y tomado como infusión más zumo de limón, se usa como analgésico y antipirético—.
A la enfermedad que en enero de 1772 provocó la muerte de María del Carmen Errázuriz y Madariaga, esposa del corregidor Zañartu, se le llamó en la época «chavalongo». Asimismo, cuando el general José San Martín pasó por Chile, tras la Expedición Libertadora del Perú (1824), contrajo una enfermedad que todavía se llamaba «chavalongo».

## Brotes epidémicos
Hubo cinco grandes brotes de «chavalongo» entre la segunda mitad del siglo XVI y la primera mitad del siglo XVII.
- Entre 1554 y 1556: Gran epidemia que logró detener la invasión de Lautaro y salvó de la destrucción a Santiago de Chile. Según Alfred Crosby, esta epidemia podría haber sido viruela puesto que existen datos de su aparición entre los indígenas del Río de la Plata y Paraguay entre 1558 y 1560 y en Brasil entre 1562 y 1565 provocando la muerte de 100 000 indígenas, según «un informe basado en rumores» (indica obviamente gran mortandad difícil de cuantificar).[10]
- Entre 1616 y 1623: Brote que detuvo la ofensiva mapuche tras la batalla de Curalaba; según otros autores podría haber sido viruela.
- En 1632 y entre 1637 y 1638: Epidemias en las que fallecen dos tercios de la población de Chiloé.[11]
- En 1647: Brote que se produjo luego del terremoto de dicho año.

Se estima que las enfermedades catalogadas como «chavalongo» por los mapuches causaron su catastrófica disminución demográfica e impidieron su triunfo definitivo en la Guerra de Arauco.